# Orthocentrus castellanus
Orthocentrus castellanus là một loài tò vò trong họ Ichneumonidae.